# Мужчине живётся трудно. Фильм 42: Дядя Торадзиро
«Мужчине живётся трудно. Фильм 42: Дядя Торадзиро» (яп. 男はつらいよ　ぼくの伯父さん, Отоко-ва цурай ё: баку-но одзисан; англ. Tora-san, My Uncle (Tora-san 42) — японская комедия режиссёра Ёдзи Ямады, вышедшая на экраны в 1989 году. 42-й фильм популярного в Японии киносериала о комичных злоключениях незадачливого чудака Торадзиро Курума, или по-простому Тора-сана. По результатам проката фильм посмотрели 1 млн. 900 тыс. японских зрителей.

## Сюжет
Уличный торговец Торадзиро Курума (или по простому Тора-сан) в очередной раз посещает свою семью в Сибамате (Кацусика, Токио). Здесь он узнает, что его племянник Мицуо (сын Сакуры) находится в депрессии. Во-первых, он провалил экзамены в университет, а во-вторых, молодая девушка Идзуми, в которую он влюблен, переехала в другой город. Сакура и её муж Хироси просят Тору пошпионить немного за молодым человеком, ибо беспокоятся о нём — как бы чего не натворил…
Тора-сан, выполняя просьбу родственников, входит в доверие к парню, подпоив его в одном из ресторанчиков. Когда они возвращаются домой, то оба настолько пьяны, что невольно возникает спор. На следующий день Тора-сан готов и дальше поучать парня, но тот убежал из дома. Мицуо отправился на мотоцикле в Нагою, думая, что его девушка там, но здесь он находит только её мать Рэйко. Она рассказывает парню о том, что Идзуми уехала в Сагу, находящуюся на острове Кюсю. Мицуо отправляется в дальнейший путь и неожиданно встречает своего дядю. Тора-сан вовлекается в это сложное дело, пытаясь помочь своему племяннику и самым необычным образом разрешает ситуацию…

## В ролях
- Киёси Ацуми — Торадзиро Курума (или Тора-сан)
- Тиэко Байсё — Сакура, сестра Торадзиро
- Кумико Гото — Идзуми Ойкава, подруга Мицуо
- Хидэтака Ёсиока — Мицуо Сува, сын Сакуры и Хироси, племянник Тора-сана
- Фумико Дан — Хисако, тётка Идзуми
- Исао Бито — муж Хисако
- Мари Нацуки — Рэйко, мать Идзуми
- Гин Маэда — Хироси, муж Сакуры
- Масами Симодзё — Тацудзо Курума, дядя Тора-сана
- Тиэко Мисаки — Цунэ Курума, тётя Тора-сана
- Хисао Дадзай — Умэтаро, босс Хироси
- Тисю Рю — Годзэн-сама, священник
- Иссэй Огата — старик
- Такаси Сасано — мотоциклист
- Гадзиро Сато — Гэн
- Дзюн Тогава — Кодзуэ

## Премьеры
- — национальная премьера фильма состоялась 27 декабря 1989 года в Токио[1].
- — премьера в США прошла 11 января 1990 года в рамках Фестиваля японского кино[3].
- — фильм впервые был показан в Сингапуре 14 октября 2000 года в рамках Фестиваля японского кино[3].

## Награды и номинации
Премия Японской киноакадемии
- 14-я церемония вручения премии (1991)[4]

Номинации:
- лучший актёр второго плана — Хидэтака Ёсиока (ex aequo: «Мужчине живётся трудно. Фильм 43: Торадзиро берёт отпуск»)
- лучшая актриса второго плана — Кумико Гото (ex aequo: «Мужчине живётся трудно. Фильм 43: Торадзиро берёт отпуск»)

Nikkan Sports Film Awards
- 4-я церемония вручения премии (1991)[5]

- премия лучшему актёру второго плана — Хидэтака Ёсиока.